# Apocephalus latiapex
Apocephalus latiapex är en tvåvingeart som beskrevs av Brown 2002. Apocephalus latiapex ingår i släktet Apocephalus och familjen puckelflugor. Inga underarter finns listade i Catalogue of Life.